# 加瑟勒戈德
加瑟勒戈德（羅馬化：Kāsaragod，發音：[kaːsɐrɐɡoːɖɨ̆] ⓘ）是印度喀拉拉邦加瑟勒戈德县的一个城镇。总人口52683（2001年）。

## 人口
该地2001年总人口52683人，其中男性25698人，女性26985人；0—6岁人口6787人，其中男3466人，女3321人；识字率79.00%，其中男性为81.70%，女性为76.43%。